# Olivia Rusek
Olivia Rusek (* 24. September 1995 in Skokie) ist eine US-amerikanische Volleyballspielerin, die auch die polnische Staatsangehörigkeit besitzt.

## Karriere
Rusek begann ihre Karriere an der Niles West High School. Von 2014 bis 2018 studierte sie an der Miami University und spielte in der Universitätsmannschaft Red Hawks. Nach ihrem Studium ging sie zum österreichischen Bundesligisten VC Tirol. In der Saison 2019/20 spielte die Außenangreiferin beim tschechischen Verein  PVK Přerov. Anschließend war sie zwei Jahre in der Schweiz bei Genève Volley aktiv. Von dort wechselte sie 2022 zum portugiesischen Verein Leixões SC. 2023/24 trat sie beim französischen Zweitligisten Évreux Volley an. 2024 wurde Rusek vom deutschen Bundesligisten 1. VC Wiesbaden verpflichtet.